# Moisés Pereiro Pérez
Moisés Pereiro Pérez (Ourense, 24 februari 1980), voetbalnaam Moisés is een Spaans voetballer. Hij speelt sinds 2009 als vleugelaanvaller of aanvallende middenvelder bij Montañeros CF. 
Moisés kwam in de jaren negentig bij de cantera (jeugdopleiding) van FC Barcelona, waar hij uiteindelijk het tweede elftal haalde. Moisés debuteerde onder trainer Carles Rexach in het het seizoen 2000/2001 in het eerste elftal. Hij speelde als invaller de wedstrijden voor de Copa de Catalunya tegen UEA Gramenet (3-0) op 26 april 2001 en CF Balaguer (2-2) op 13 juni 2001. Tegen UEA Gramenet maakte Moisés het derde doelpunt van FC Barcelona. Bijna een jaar later speelde Moisés zijn derde wedstrijd in het eerste elftal. Op 7 mei 2002 deed hij mee tegen Terrassa FC in de Copa de Catalunya. Uiteindelijk werd Moisés niet goed genoeg bevonden voor FC Barcelona en in 2004 vertrok hij daarom naar Racing de Ferrol. Drie jaar later trok hij naar Zamora CF. Van 2008 tot 2009 kwam Moisés uit voor CD Ourense. Sinds 2009 speelt hij bij Montañeros CF.